# Оби-Ван Кеноби (саундтрек)
Оби-Ван Кеноби (оригинальный саундтрек) — альбом саундтреков к мини-сериалу Disney+ «Оби-Ван Кеноби», написанных Натали Холт, также включающий в себя заглавную тему Оби-Вана Кеноби, написанную Джоном Уильямсом. Альбом был выпущен лейблом Walt Disney Records 27 июня 2022 года.

## Предыстория
После того, как в 2021 году Натали Холт написала саундтрек для сериала Disney+ «Локи», её подписчики в Твиттере стали просить пригласить её для написания саундтрека для «Звёздных войн». 22 апреля 2022 года Холт была официально заявлена как композитор. Холт — первая женщина, написавшая музыку для игрового проекта по мотивам «Звёздных войн».
Холт встретилась в Лондоне с режиссёром сериала Деборой Чоу, чтобы обсудить тон сериала. В декабре 2021 года, до начала работы над композициями, Холт смогла увидеть все шесть серий с черновым монтажом.

### Написание композиций
Холт сказала, что процесс написания музыки был «похож на путь, пройденный Джоном Пауэллом и Майклом Джаккино», композиторами фильмов «Хан Соло. Звёздные войны: Истории» (2018) и «Изгой-один. Звёздные войны: Истории» (2016) соответственно, «погруженными в историческое наследие персонажей», приводя параллель с творческой свободой, которую имел Людвиг Йоранссон в отношении нового персонажа, представленного в сериале «Мандалорец». Тем не менее, Холт хотела, чтобы её подход ощущался новаторским и в то же время отдавал дань предыдущим саундтрекам «Звёздных войн».
При создании темы планеты Дайю, которую сценарист сериала Джоби Харольд описывал как передающую «ощущение Гонконга с его граффити и небоскрёбами», Холт вдохновлялась мотивами различных мировых культур. Она использовала элементы латинской музыки и «восточные» звуки из Таиланда и Гонконга для показа разных планет. Для планеты Алдераан Холт добавила «южноамериканский колорит», в том числе ритмические элементы и звуки современных синтезаторов.
До «Части VI» Холт избегала использования тем, аналогичных композициям Джона Уильямса. По словам Холт, «Имперский марш» Уильямса не звучит, пока Дарт Вейдер не «заслуживает» эту тему, становясь «более зрелым» в конце своего пути в сериале. Чоу не хотела, чтобы «Имперский марш» играл каждый раз, когда Вейдер появляется на экране.

## Запись
Несмотря на факт своего появления в фильме «Звёздные войны. Эпизод IV: Новая надежда», Оби-Ван Кеноби оставался единственным центральным персонажем без самостоятельной темы. Джон Уильямс записал свою тему для Оби-Вана в середине февраля 2022 года. Уильямс написал композицию всего за две недели. Это второй случай, когда Уильямс записал основную тему для проекта по «Звёздным войнам», не являясь при этом основным композитором, после фильма «Хан Соло». Холт назвала новую композицию рефлексивной, задумчивой и содержащей «элемент надежды», который «полностью соответствует настрою шоу». Холт начала работу над записью своей музыки ещё до привлечения к работе Уильямса. До этого она создала свою собственную тему для Оби-Вана. Она описала свою композицию как «очень похожую на финальную, что странно». Однако Холт не работала лично с Уильямсом при создании темы или саундтрека, и они тем более не встречались лично до Star Wars Celebration. Холт называет саундтрек Уильямса к фильму «Инопланетянин» (1982) её первым знакомством с киномузыкой и считает «честью» работать с таким «гением», как Уильямс.
При записи саундтрека к сериалу Холт работала со звукорежиссёром Крисом Фогелем, ранее сотрудничавшим с Йоранссоном при создании музыки для «Мандалорца». Музыка Холт была записана традиционным оркестром из Лос-Анджелеса, состоящим из 75 музыкантов, на студии Fox Studios Newman Scoring Stage с добавлением современных мотивов. Холт совместила пение, альт и скрипку в саундтреке, в то время как Джеймс Энес, творчеством которого восхищалась Холт и который находился в Лос-Анджелесе на момент записи, исполнил соло на скрипке. Холт завершила работу над музыкой для сериала в конце апреля 2022 года.

## Релиз
Тема Уильямса «Obi-Wan» (рус. Оби-Ван) была выпущена одновременно с релизом первых двух серий сериала 27 мая 2022 года. Впервые Уильямс публично исполнил композицию 26 мая во время Star Wars Celebration. Полноценный альбом саундтреков к сериалу был выпущен 27 июня 2022 года лейблом Walt Disney Records.

## Список композиций
Вся музыка написана Натали Холт, если не указано иное.
| №                   | Название                         | Автор(ы)            | Длительность |
| ------------------- | -------------------------------- | ------------------- | ------------ |
| 1.                  | «Obi-Wan»                        | Джон Уильямс        | 4:06         |
| 2.                  | «Order 66»                       |                     | 1:40         |
| 3.                  | «Inquistors' Hunt»               |                     | 3:09         |
| 4.                  | «Young Leia»                     |                     | 1:04         |
| 5.                  | «Days of Alderaan»               |                     | 1:38         |
| 6.                  | «The Journey Begins»             | Уильям Росс         | 2:57         |
| 7.                  | «Bail and Leia»                  |                     | 2:19         |
| 8.                  | «Nari's Shadow»                  |                     | 1:14         |
| 9.                  | «Ready to Go»                    |                     | 2:26         |
| 10.                 | «Daiyu»                          |                     | 2:25         |
| 11.                 | «Cat and Mouse»                  |                     | 3:10         |
| 12.                 | «Spice Den»                      |                     | 1:10         |
| 13.                 | «First Rescue»                   | Росс                | 3:10         |
| 14.                 | «Mapuzo»                         |                     | 1:17         |
| 15.                 | «The Path»                       |                     | 1:35         |
| 16.                 | «Sensing Vader»                  |                     | 2:49         |
| 17.                 | «Parrallel Lines»                |                     | 2:12         |
| 18.                 | «Some Things Can't Be Forgotten» | Росс                | 4:47         |
| 19.                 | «Stormtrooper Patrol»            |                     | 2:34         |
| 20.                 | «Hangar Escape»                  |                     | 2:33         |
| 21.                 | «Hold Hands»                     |                     | 1:39         |
| 22.                 | «Empire Arrival»                 |                     | 2:04         |
| 23.                 | «Dark Side Assault»              |                     | 2:37         |
| 24.                 | «I Will Do What I Must»          | Росс                | 2:48         |
| 25.                 | «Sacrifice»                      |                     | 1:41         |
| 26.                 | «No Further Use»                 |                     | 3:39         |
| 27.                 | «Overcoming the Past»            | Росс                | 4:28         |
| 28.                 | «Tatooine Desert Chase»          |                     | 2:19         |
| 29.                 | «Who You Become»                 |                     | 3:36         |
| 30.                 | «Saying Goodbye»                 | Росс                | 5:26         |
| 31.                 | «End Credit»                     | Росс                | 4:02         |
| Общая длительность: | Общая длительность:              | Общая длительность: | 1:22:34      |

## Реакция критиков
Тема Оби-Вана от Уильямса получила одобрение критиков. Шейн Романчик из Collider сказал, что она «подходит павшему рыцарю-джедаю» и является «тем важным элементом, который дополняет образ героя поневоле».
Лэйси Лонг из того же Collider написала, что саундтрек Холт «выводит на максимум атмосферу, настрой и тон сериала».

## Чарты
| Чарт (2022)                              | Наивысшая позиция |
| ---------------------------------------- | ----------------- |
| Великобритания (UK Digital Albums Chart) | 45                |